# Erik Blomqvist (strzelec)
Erik Gustaf Blomqvist (ur. 5 stycznia 1879 w Tumbie, zm. 17 września 1956 w Enskede) – szwedzki strzelec, medalista olimpijski.
Erik Blomqvist wziął udział w dwóch igrzyskach olimpijskich, w 1912 roku, w Sztokholmie, i osiem lat później w Antwerpii. Na obu olimpiadach zdobył medal i oba te medale były w konkurencjach drużynowych. W swojej ojczyźnie zdobył złoto z Mauritzem Erikssonem, Hugonem Johanssonem, Carlem Björkmanem, Bernhardem Larssonem i Gustafem Adolfem Jonssonem. W Belgii natomiast zdobył brąz razem z Erikssonem, Johanssonem, Jonssonem i Erikiem Ohlssonem.
Blomqvist zdobył jeden medal na mistrzostwach świata. Wywalczył srebro w karabinie wojskowym klęcząc z 300 m na turnieju w 1914 roku.